# Reid Scott
Reid Scott (Albany, 19 november 1977) is een Amerikaans acteur. 

## Biografie
Scott groeide op in Albany, de hoofdstad van de staat New York, en verhuisde in 2000 naar de stad New York voor een acteercarrière. Later verhuisde hij naar Los Angeles. Hij verscheen al in meerdere films en televisieseries. Hij is vooral bekend als Dan Egan in Veep, een rol die hij van 2012 tot 2019 speelde. In 2019 had hij ook een van de hoofdrollen in het eerste seizoen van Why Women Kill.
In de Marvel-films Venom uit 2018 en Venom: Let There Be Carnage uit 2021 speelde Scott de rol van Dr. Dan Lewis. In Venom: The Last Dance uit 2024 speelde hij de Head of Imperium.

## Prijzen
| Jaar | Prijs                     | Categorie                                                   | Titel      | Resultaat   |
| ---- | ------------------------- | ----------------------------------------------------------- | ---------- | ----------- |
| 2014 | Screen Actors Guild Award | Uitstekende prestatie door een ensemble in een komedieserie | Veep       | Genomineerd |
| 2015 | Screen Actors Guild Award | Uitstekende prestatie door een ensemble in een komedieserie | Veep       | Genomineerd |
| 2016 | Screen Actors Guild Award | Uitstekende prestatie door een ensemble in een komedieserie | Veep       | Genomineerd |
| 2016 | Daytime Emmy Award        | Beste vertolker in een animatieserie                        | Turbo Fast | Genomineerd |
| 2017 | Screen Actors Guild Award | Uitstekende prestatie door een ensemble in een komedieserie | Veep       | Genomineerd |
| 2018 | Screen Actors Guild Award | Uitstekende prestatie door een ensemble in een komedieserie | Veep       | Gewonnen    |

- Gemeinsame Normdatei: 1263613187
- International Standard Name Identifier: 0000 0001 2043 8585
- Library of Congress Control Number: no2011095341
- Virtual International Authority File: 171346901
- WorldCat: E39PBJjxrJYVy6yvQQT4b9WhpP